# Карлаш Володимир Григорович
Карлаш Володимир Григорович (* 1952, с. Ковнірівщина , Глобинський район, Полтавська область, Україна) — український композитор, музикант-інструменталіст, викладач. Член Національної спілки композиторів України (2006).

## Біографія
Народився у с. Іванове Селище на Глобинщині, у родині соліста хору Полтавської філармонії Григорія
Савича Карлаша, що пізніше став актором Полтавського музично-драматичного театру імені М. В. Гоголя.
З 1963 року Володимир Карлаш навчався у Полтавській дитячій музичній школі № 1. По її закінченні 1969 року вступив до Полтавського музичного училища.
Від 1970 до 1972 року на строковій військовій службі в Радянськійї Армії, у Групі радянських військ у Німеччині. Служба проходила у військовому оркестрі Берлінської мотострілецької бригади.
Повернувшись до Полтави продовжив навчання в музичному училищі, яке закінчив 1974 року. По закінченні училища отримав направлення на роботу до музичної школи Великої Багачки, де працював викладачем.
1977 року повернувся до Полтави. Працював викладачем Полтавської вечірньої музичної школи, а після її закриття став викладачем по класу гітари у дитячій музичній школі № 1, де раніше навчався сам.
У цей же час Володимир Карлаш заочно навчався у Полтавському педагогічному інституті, де керував оркестровою групою народного хору «Калина».
1997 року за ініціативою В.Карлаша створений ансамбль гітаристів «Bohema Strings». Основою репертуару групи є оригінальні аранжування та п'єси, написані керівником групи. Група на чолі з В.Карлашем провадить громадську та професійну концертну діяльність.
В. Карлаш працював у музичній школі до 2000 року.
Нині Володимир Карлаш проводить сольні концерти, виступає з ансамблем «Bohemia Strings», бере участь у концертах з різноманітним складом учасників. Має кілька програм як гітарист — виконавець. В його репертуарі класичні та сучасні твори для гітари, гітарні ансамблі з флейтою, фортепіано, та іншими інструментами, а також власні твори для класичної гітари.
14 грудня 2006 року Володимир Карлаш був прийнятий до Національної спілки композиторів України

## Творчість
У творчому доробку композитора десятки творів і, серед іншого, оркестрова музика, інструментальна музика для сольних інструментів, ансамблі, музика до вокальних творів, п'єси електронної музики, перекладення для гітари, обробки творів інших композиторів.
Пісні на його музику, а також інструментальні композиції виконували відомі діячі мистецтва України — народна артистка України Раїса Кириченко («Теплий дощ»), народний артист України Валерій Петренко («Незгасаюча механіка», «Фуга G-Dur»), заслужена артистка України  Тетяна Садохіна («Три верби»), народна артистка України Неля Ножинова («Романс») та інші.
Брав участь у гітарних фестивалях у Москві, Донецьку, Маріуполі, Комсомольску, Миргороді, Полтаві як композитор і гітарист.
Автор методичних посібників:
- Практичний посібник для розвитку біглості пальців учня-гітариста (1976).
- Етюди для класичної гітари (1986).